# John Warwick
John Warwick (Bellengen, 4 de janeiro de 1905 – Sydney, 10 de janeiro de 1972), nasceu John McIntosh Beattle, foi uma ator de televisão e cinema austríaco.

## Filmografia selecionada
- On Our Selection (1932)
- In the Wake of the Bounty (1933)
- The Squatter's Daughter (1933)
- Gideon's Day (1958)
- The Square Peg (1959)
- Horrors of the Black Museum (1959)
- The Desperate Man (1959)
- Go to Blazes (1962)
- The Lady from Peking (1975)